# رامشگر
رامشگر فیلمی به کارگردانی و نویسندگی رضا صفایی محصول سال ۱۳۵۵ است.

## خلاصه داستان
جعفر در شب عروسی به رقاصه‌ای به نام شهین دل می بند و به همراه دوستش جمشید به دنبال او به شهر می‌رود. جعفر شهین را در یک بنگاه شادمانی می‌یابد و مطلع می‌شود که او اسیر دست اسماعیل است. شهین پیشنهاد جعفر را برای زندگی مشترک نمی‌پذیرد و کارش به دربه دری می‌کشد. همسر جعفر به دنبال شوهرش روانه شهر می‌شود و به دام اسماعیل می‌افتد. در لحظه‌ای که اسماعیل قصد اغفال زن را دارد جعفر سر می‌رسد و با او در گیر می‌شود. شهین، به قصد تلافی، اسماعیل را با کلنگ از پا درمی‌آورد و گرفتار مأموران پلیس می‌شود و سرانجام جعفر و همسرش به روستا بازمی‌گردند.

## بازیگران
- منوچهر وثوق
- روشنک صدر
- جمشید مهرداد
- بهروز شاهین فر
- نعمت اله گرجی